# Margherita di Boemia (duchessa di Breslavia)
Margherita di Boemia (in ceco Markéta Přemyslovna, in polacco Małgorzata Przemyślidka) (Praga, 21 febbraio 1296 – 8 aprile 1322) è stata una nobildonna boema, figlia di Venceslao II di Boemia e della sua prima moglie Guta d'Asburgo. I suoi nonni paterni furono  Ottocaro II di Boemia e Cunegonda di Slavonia, mentre quelli materni Rodolfo I d'Asburgo e Geltrude di Hohenburg.

## Biografia
Nel 1308, Margherita sposò Boleslao III il Prodigo al quale era stata fidanzata all'età di cinque anni per motivi dinastici.
Sin dall'arrivo di Boleslao alla corte di Praga ed al susseguente fidanzamento con Margherita, il re ebbe un occhio di riguardo nei confronti del futuro genero. Questo atteggiamento causò gelosie fra i più vicini congiunti maschi del re, che vedevano nel giovane Boleslao un rivale nella successione al trono di Boemia. Nonostante Venceslao II avesse un figlio maschio, l'improvvisa morte del re nel 1305 e un anno dopo quella del suo primogenito e successore  Venceslao III di Boemia a Olomouc, lo posero in una inattesa favorevole posizione. Boleslao iniziò la sua lotta verso l'scesa al trono di Boemia assumendo il titolo di haeres Regni Poloniae (erede del regno di Polonia).
Il trono della Boemia passò a Enrico di Carinzia, che si era sposato con la sorella maggiore di Margherita, Anna di Boemia. Enrico ed Anna erano sul trono soltanto dall'anno precedente quando vennero deposti da Rodolfo I d'Asburgo. Egli sposò Elisabetta Richeza di Polonia che era la matrigna di Margherita. Nel 1307 morì Rodolfo ed Enrico ed Anna vennero invitati a tornare sul trono ma essi non diedero una pronta disponibilità. A quel punto le attenzioni si spostarono su Margherita e sulla sorella di Anna, Elisabetta. Quest'ultima era giovane e non sposata e Anna ed Enrico pensarono di farla sposare a Ottone di Löbdaburg, per ragioni politiche, ma Elisabetta rifiutò il matrimonio e sposò  Giovanni I di Boemia che depose definitivamente dal trono Enrico ed Anna. Essi andarono a vivere in Carinzia dove Anna morì nel 1313 senza lasciare figli. Giovanni ed Elisabetta divennero re e regina di Boemia. Essi ebbero molti figli e fra essi il futuro  imperatore Carlo IV e Bona di Lussemburgo; a questo punto le speranze di Boleslao e Margherita di divenire re e regina di Boemia erano divenute quasi nulle.
Margherita morì un giorno dopo aver partorito il suo ultimogenito. Nel 1326, Boleslaw sposò, in seconde nozze, Caterina  (m. prima del 5 marzo 1358), figlia di Mladen III Šubić e di sua moglie Elena, figlia del re Stefano Uroš III Dečanski. Tramite suo padre, Caterina era cugina prima di  Stjepan Tvrtko I, il primo re di Bosnia. Essi non ebbero figli. Nel suo testamento Boleslaw lasciò il ducato di Brieg alla sua vedova, che regnò fino alla morte.

## Figli
Margherita e Boleslaw ebbero tre figli:
1. Venceslao I (n. ca. 1318 - m. 2 giugno 1364).
2. Ludovico I il Giusto (n. ca. 1321 - m. 6/23 dicembre 1398).
3. Nicola (n. e m. Hradec Králové, 7 aprile 1322).

## Ascendenza
|                        |                      |                         | Genitori                    |  |  | Nonni |  |  | Bisnonni              |  |  | Trisnonni            |  |
|                        |                      |                         |                             |  |  |       |  |  | Venceslao I di Boemia |  |  | Ottocaro I di Boemia |  |
|                        |                      |                         |                             |  |  |       |  |  | Venceslao I di Boemia |  |  | Ottocaro I di Boemia |  |
|                        |                      | Costanza d'Ungheria     |                             |  |  |       |  |  | Venceslao I di Boemia |  |  |                      |  |
| Ottocaro II di Boemia  |                      |                         |                             |  |  |       |  |  | Venceslao I di Boemia |  |  |                      |  |
|                        |                      | Cunegonda di Svevia     | Filippo di Svevia           |  |  |       |  |  |                       |  |  |                      |  |
|                        |                      | Cunegonda di Svevia     | Filippo di Svevia           |  |  |       |  |  |                       |  |  |                      |  |
|                        |                      | Cunegonda di Svevia     | Beatrice di Borgogna        |  |  |       |  |  |                       |  |  |                      |  |
| Venceslao II di Boemia |                      | Cunegonda di Svevia     |                             |  |  |       |  |  |                       |  |  |                      |  |
|                        |                      | Rostislav Michajlovič   | Michele I, Granduca di Kiev |  |  |       |  |  |                       |  |  |                      |  |
|                        |                      | Rostislav Michajlovič   | Michele I, Granduca di Kiev |  |  |       |  |  |                       |  |  |                      |  |
|                        |                      | Rostislav Michajlovič   | Elena Romanovna             |  |  |       |  |  |                       |  |  |                      |  |
| Cunegonda di Slavonia  |                      | Rostislav Michajlovič   |                             |  |  |       |  |  |                       |  |  |                      |  |
|                        |                      | Anna d'Ungheria         | Béla IV d'Ungheria          |  |  |       |  |  |                       |  |  |                      |  |
|                        |                      | Anna d'Ungheria         | Béla IV d'Ungheria          |  |  |       |  |  |                       |  |  |                      |  |
|                        |                      | Anna d'Ungheria         | Maria Lascaris di Nicea     |  |  |       |  |  |                       |  |  |                      |  |
| Margherita di Boemia   |                      | Anna d'Ungheria         |                             |  |  |       |  |  |                       |  |  |                      |  |
|                        | Alberto IV il Saggio | Rodolfo il Vecchio      |                             |  |  |       |  |  |                       |  |  |                      |  |
|                        | Alberto IV il Saggio | Rodolfo il Vecchio      |                             |  |  |       |  |  |                       |  |  |                      |  |
|                        | Alberto IV il Saggio | Agnese di Staufen       |                             |  |  |       |  |  |                       |  |  |                      |  |
| Rodolfo I d'Asburgo    | Alberto IV il Saggio |                         |                             |  |  |       |  |  |                       |  |  |                      |  |
|                        |                      | Heilwig di Kiburg       | …                           |  |  |       |  |  |                       |  |  |                      |  |
|                        |                      | Heilwig di Kiburg       | …                           |  |  |       |  |  |                       |  |  |                      |  |
|                        |                      | Heilwig di Kiburg       | …                           |  |  |       |  |  |                       |  |  |                      |  |
| Guta d'Asburgo         |                      | Heilwig di Kiburg       |                             |  |  |       |  |  |                       |  |  |                      |  |
|                        |                      | Burcardo V di Hohenberg | Burcardo IV di Hohenberg    |  |  |       |  |  |                       |  |  |                      |  |
|                        |                      | Burcardo V di Hohenberg | Burcardo IV di Hohenberg    |  |  |       |  |  |                       |  |  |                      |  |
|                        |                      | Burcardo V di Hohenberg | Valpurga di Aichelberg      |  |  |       |  |  |                       |  |  |                      |  |
| Gertrude di Hohenberg  |                      | Burcardo V di Hohenberg |                             |  |  |       |  |  |                       |  |  |                      |  |
|                        |                      | Matilde di Tubinga      | Rodolfo II di Tubinga       |  |  |       |  |  |                       |  |  |                      |  |
|                        |                      | Matilde di Tubinga      | Rodolfo II di Tubinga       |  |  |       |  |  |                       |  |  |                      |  |
|                        |                      | Matilde di Tubinga      | ? di Ronsberg               |  |  |       |  |  |                       |  |  |                      |  |
|                        |                      | Matilde di Tubinga      |                             |  |  |       |  |  |                       |  |  |                      |  |